# فرودگاه مونتس کلارو
فرودگاه مونتس کلارو (به انگلیسی: Montes Claros Airport) (به زبان بومی: Aeroporto de Montes Claros/Mário Ribeiro) یک فرودگاه همگانی مسافربری با کد یاتا MOC است که یک باند فرود آسفالت دارد و طول باند آن ۲۱۰۰ متر است. این فرودگاه در کشور برزیل قرار دارد و در ارتفاع ۶۶۸ متری از سطح دریا واقع شده‌است.

## شرکت‌های هواپیمایی و مقصدهای پروازی
| شرکت‌های هواپیمایی     | مقصدهای پروازی                     |
| --------------------- | ---------------------------------- |
| آزول برزیلین ایرلاینز | تانکردو نوس، کونگونیاس-سائو پائولو |
| گول ایر ترنسپورت      | تانکردو نوس، سائو پائولو گوارولوس  |